# 마라케시 협정
세계무역기구 설립을 위한 마라케쉬 협정, 간단히 마라케시 협정(영어: Marrakesh Agreement)은 1994년 4월 15일 모로코 마라케시에서 123개국이 서명한 협정으로, 8년간의 우루과이 라운드를 마무리 하고 1995년 1월 1일에 공식적으로 출범한 세계무역기구(WTO)를 창립한 것을 의미한다.